# Glaphyrus oxypterus
Glaphyrus oxypterus är en skalbaggsart som beskrevs av Peter Simon Pallas 1771. Glaphyrus oxypterus ingår i släktet Glaphyrus och familjen Glaphyridae. Inga underarter finns listade i Catalogue of Life.

## Bildgalleri

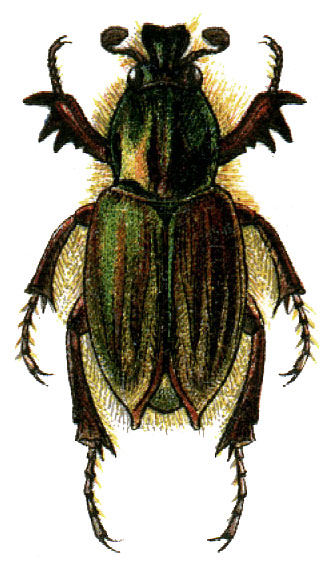